# المجلس الأعلى للصحة (مصر)
المجلس الأعلى للصحة هو مجلس حكومي مصري.